# إصابة الرئة الحادة المتعلقة بنقل الدم
إصابة الرئة الحادة المتعلقة بنقل الدم (بالإنجليزية: Transfusion-related acute lung injury) وتختصر بالمصطلح (TRALI)، هو مضاعفة خطيرة ناتجة عن نقل الدم تتميز بنوبات حادة من وذمة الرئة التي ليس لها منشأ قلبي، تأتي هذه النوبات عقب نقل الدم.